# ووكر بوهلر
ووكر بوهلر (مواليد 28 يوليو 1994) هو لاعب كرة قاعدة أمريكي يلعب في نادي لوس أنجلوس دودجرز.